# Anton Steinle
Anton Steinle (* 20. November 1912 in Erbach-Donaurieden; † 1991) war ein deutscher politischer Beamter.

## Leben
Steinle studierte Rechtswissenschaft in Tübingen und Berlin. Er war ab 1932 Mitglied der katholischen Studentenverbindung AV Cheruskia Tübingen im CV. 1938 wurde er zum Doktor der Rechte promoviert. Nach seinem Ausscheiden aus dem Justizdienst war er ab Ende 1938 zunächst als Assessor im Bereich Personalverwaltung beim RLM in Berlin tätig. Er nahm als Stabsoffizier der Luftwaffe am Zweiten Weltkrieg teil, wo er ab Mai 1942 im Südabschnitt der Ostfront stationiert war. Bei Kriegsende 1945 geriet er in Thüringen zunächst in amerikanische Gefangenschaft, wurde jedoch an die Sowjetunion ausgeliefert. Im Anschluss verbrachte er zehn Jahre in sowjetischer Kriegsgefangenschaft, zwischenzeitlich mit anderen gefangenen deutschen Offizieren in einem der stalinistischen Schauprozesse zu 25 Jahren Lagerhaft verurteilt. 1955 wurde er entlassen und kehrte in die Heimat zurück.
Daraufhin war Steinle zunächst als Regierungsrat beim Landratsamt Saulgau und als Oberregierungsrat beim Regierungspräsidium Tübingen tätig. 1962 trat er in den Dienst des Kultusministeriums Baden-Württemberg ein, wo er 1967 zum Ministerialdirigenten und 1969 zum Ministerialdirektor ernannt wurde. Ende November 1977 trat er in den Ruhestand.

## Werke
- Die Bestrafung nach Analogie unter besonderer Berücksichtigung der Abgrenzung gegen ausdehnende Auslegung und der prozessualen Massnahmen, Bleicherode 1938.